# Martim Moniz
Martim Moniz (m. Lisboa, 1147) foi um militar lendário que terá participado na conquista de Lisboa, em 1147, sacrificando-se de forma a impedir o fecho de uma das portas do Castelo de São Jorge.

## A lenda
De acordo com a lenda, terá sido um cavaleiro que lutou com heroísmo durante o cerco de Lisboa, ao lado das forças cristãs sob o comando do rei D. Afonso Henriques (1112–1185).
Ao perceber o entreabrir de uma porta no Castelo dos Mouros, atacou-a individualmente, sacrificando a vida ao atravessar o seu próprio corpo no vão da mesma, como forma de impedir o seu fecho pelos defensores.
Esse gesto heroico permitiu ganhar o tempo necessário à chegada dos seus companheiros, que assim conseguiram penetrar o castelo. Em sua homenagem, esse acesso ficou conhecido como Porta de Martim Moniz. Com este gesto tornou-se um glorioso mártir cristão.

## A história
Os dois únicos testemunhos contemporâneos da conquista de Lisboa aos mouros são as cartas dos cruzados Osberno ("De expugnatione Lyxbonensi") e Arnulfo, que, nas suas narrativas, não citam nem esta personagem, nem este episódio. Historiograficamente, Alexandre Herculano considerou como lendário o episódio narrado pela tradição, embora pareça plausível no contexto, à época.
Embora existam controvérsias a nível de pesquisa genealógica, alguns autores acreditam que a personagem na realidade tenha sido filho de D. Monio Osorez de Cabreira e de Maria Nunes de Grijó, casado com Teresa Afonso (que alguns genealogistas apontam como filha bastarda de D. Afonso Henriques e de Elvira Gualter), com quem gerou três filhos:
1. Pedro Martins da Torre (1160-1???), senhor da Torre de Vasconcelos (do qual provém a importante linhagem dos Vasconcelos), casado com D. Teresa Soares da Silva, filha esta do senhor da Domus Fortis, denominada Torre de Silva, D. Soeiro Pires da Silva;
2. João Martins de Cabreira Salsa (1???-1???);
3. Martim Martins de Cabreira (1???-12??) (Arcediago da Sé de Braga), que deixou testamento posterior a 1256, em que nomeou por herdeiro o seu sobrinho-neto, Estêvão Anes de Vasconcelos.

Os genealogistas apontam uma outra personagem com o nome de Martim Moniz, que teria existido em 1149, casado com Ouroana Rodrigues. Filho de Moninho Viegas, senhor com possessões em Arouca, de onde era abadessa Mór Martins, filha (ou descendente) deste Martim.
Uma terceira versão, atribuída pelos genealogistas a Maria Moniz de Cabreira, irmã do herói de Lisboa, reporta que este teve um filho batizado, mas que nunca soube quem foi o pai.

## Crítica Histórica
Depois da crítica de Alexandre Herculano, o olissipógrafo Vieira da Silva voltou ao assunto, argumentando pela veracidade do episódio. Alfredo Pimenta, na obra A façanha de Martim Moniz de 1940, comenta a existência de um documento datado de 1258 que refere a porta de Martim Moniz. O Nobiliário do Conde D. Pedro apenas menciona que se dizia que Martim Moniz teria morrido nessa porta. Mas este nome pode advir doutro evento que não a reconquista de Lisboa, nomeadamente a Guerra Civil de 1245-1247.
Pedro Gomes Barbosa, no livro sobre a Conquista de Lisboa, fez a mais recente síntese crítica deste tema. Considerando que o episódio carece de sentido táctico já que não houve propriamente um assalto a Lisboa, pois a cidade rendeu-se.

## Honrarias

### O monumento

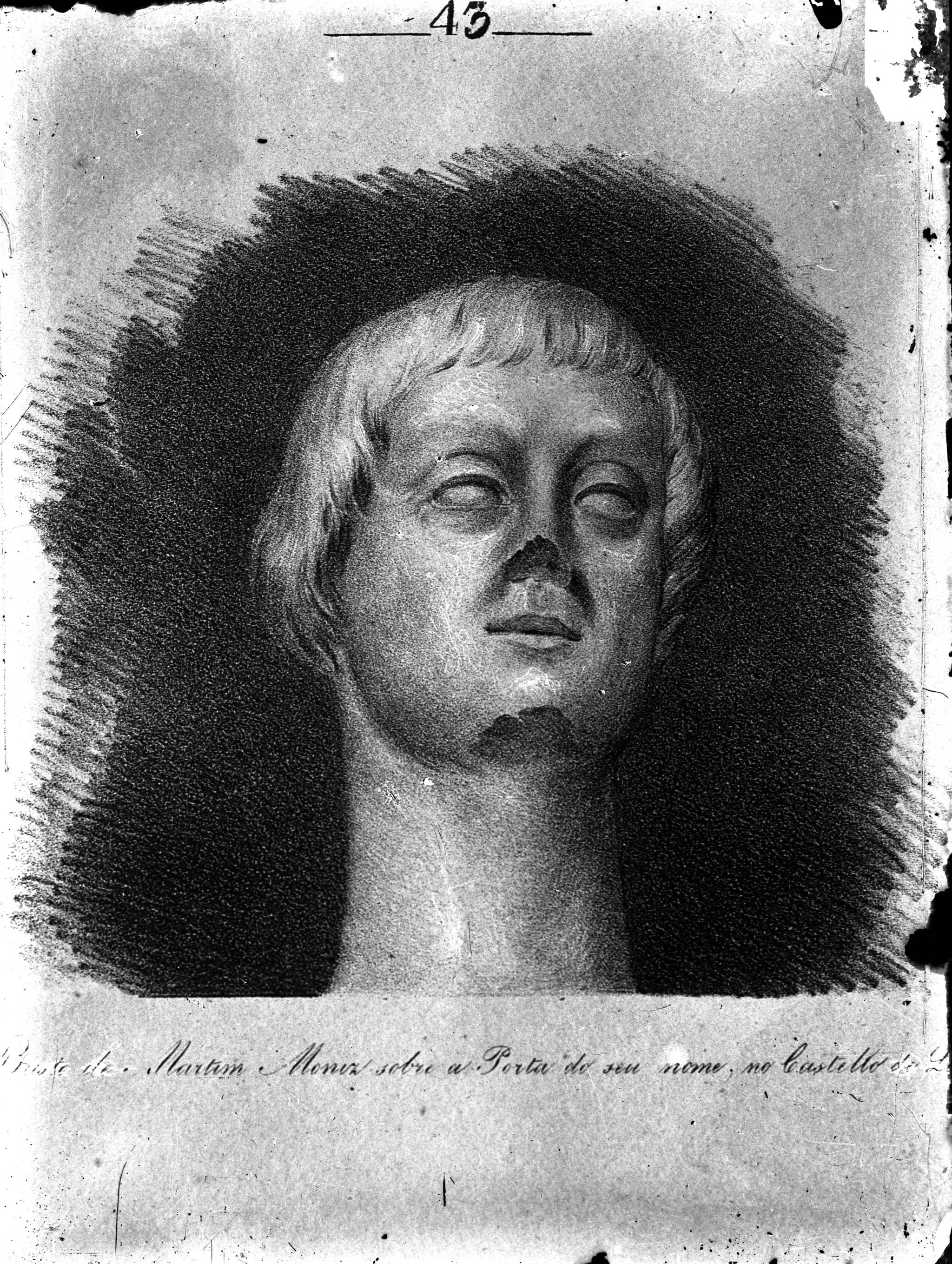
Busto de Martim Moniz, sobre a porta que ostenta o seu nome, no Castelo de São Jorge.

Próximo à Porta de Martim Moniz, na antiga cerca moura de Lisboa, erguia-se um busto do herói. Numa placa epigráfica de mármore, sobre a porta, colocada por um descendente da família Vasconcelos em meados do século XVII, lê-se:
"El-Rei dõ Afonso Henriques mandou aqui colocar esta statua e cabeça de pedra em memória da gloriosa morte que dõ Marti Muniz progenitor da família dos Vasconcelos recebeu nesta porta quando atravessando-se nela franqueou aos seus a entrada com que se ganhou aos mouros esta cidade no ano de 1147."
"João Roiz de Vasconcelos e Sousa Conde de Castel Melhor seu décimo quarto neto por baronia fes aqui por esta inscrição no ano de 1646."

### Toponímia
O nome de Martim Moniz foi atribuído a vários locais e infraestruturas, principalmente, na cidade de Lisboa:
- Praça Martim Moniz — praça na freguesia de Santa Maria Maior;[11]
- Rua Martim Moniz — rua na freguesia de Santa Maria Maior;
- Porta do Moniz, no Castelo de São Jorge;
- Estação Martim Moniz — estação do Metro de Lisboa, entre as paragens Intendente e Rossio da Linha Verde.